# Сахтурис, Георгиос
Георгиос Сахтурис (греч. Γεώργιος Σαχτούρης, 1783 — 1841) — греческий судовладелец и капитан, участник Освободительной войны Греции 1821—1829 годов, вице-адмирал (анти-наварх).

## Биография
Георгиос Сахтурис родился на острове Идра в 1783 году и, продолжив семейное дело, стал одним из самых видных судовладельцев острова. С началом Греческой революции 1821 г. судовладельцы заняли выжидательную позицию и медлили. Остров восстал под руководством моряка Иконому. Однако в ходе переворота, 12 мая 1821 г., судовладельцы отстранили Иконому от власти. В этом перевороте Сахтурис принял активное участие.
Своё участие в Освободительной войне Сахтурис начал несколько ранее, когда 28 апреля возле острова Инуссес, у входа в залив Смирны (Измир), захватил турецкий бриг с паломниками в Мекку, в числе которых был Миср-молла, верховное духовное лицо Египта.
30 июля — 5 августа 1824 г., Сахтурис, командуя объединёнными 1-й эскадрой Идры и 1-й эскадрой острова Спеце, одержал у острова Самос победу над османским флотом Хосрефа-паши (см. Самосское сражение и спас остров от резни.
После Самоса, во главе 1-й эскадры и под командованием Миаулис Андреас-Вокос, Сахтурис участвовал в победе греческого флота 29 августа 1824 г. над объединёнными флотами Османской империи, Египта, Алжира, Туниса и Триполи (Ливия) в заливе Геронтас (см. Битва при Геронтас).
20 мая 1825 г. эскадра под командованием Сахтуриса нанесла поражение османскому флоту Хосрефа-паши в проливе между островами Андрос и Эвбея.
23 мая того же года эскадры Сахтуриса и Миаулиса соединились на острове Милос и дважды (31 мая и 3 июня) сразились с египетским флотом у Суда, остров Крит. Эти сражения завершились без победителей.
23 июля 1825 г. Сахтурис участвовал в прорыве морской блокады осажденного города Месолонгион.
7 февраля 1829 г. Сахтурис дал одно из последних морских сражений Освободительной войны, поддерживая высадку десанта на остров Эвбея.

## После освобождения
После того как Иоанн Каподистрия принял правление Грецией, командование и звания на флоте были распределены следующим образом:
- Андреас Миаулис — адмирал,
- Георгиос Сахтурис — вице-адмирал,
- Константин Канарис — контр-адмирал.

Однако после конфронтации Каподистрии с правителями Идры Миаулис и Сахтурис ушли на свой остров, а командование флотом принял Канарис. В дальнейших сомнительной славы событиях Сахтурис принял участие 15 мая 1831 г. в захвате флота и пленении Канариса.
С приходом к власти короля Оттона Сахтурис был призван на флот в звании вице-адмирала и возглавил базу флота на острове Порос.
Умер вице-адмирал Сахтурис на Идре в 1841 году.

## Потомки
Знаменитый греческий поэт Мильтос Сахтурис является правнуком Георгиоса Сахтуриса.